# Наваса
Наваса (на английски: Navassa Island; на френски: l'île de la Navasse; на хаитянски креолски: Lanavaz или Lavash) е малък ненаселен остров, разположен в Карибско море, на 60 km западно от о-в Хаити и 180 km южно от Куба.
Островът е част от задморската територия Малки далечни острови на САЩ, но принадлежността му се оспорва от Хаити.
Площта му е 5,2 km², а максималната му височина е 77 m. На острова няма сладководни басейни и извори, поради което той няма постоянно население.
Единственият природен ресурс на острова е гуаното; икономическата дейност се заключава в епизодичен риболов от хаитянски рибари.